# Kniażnaja (wieś)
Kniażnaja (ros. Княжная) – wieś (ros. деревня, trb. dieriewnia) w zachodniej Rosji, w sielsowiecie nabierieżańskim rejonu wołowskiego w obwodzie lipieckim.

## Geografia
Miejscowość położona jest 4,5 km od centrum administracyjnego sielsowietu nabierieżańskiego (Nabierieżnoje), 22 km od centrum administracyjnego rejonu (Wołowo), 121 km od stolicy obwodu (Lipieck).
W granicach miejscowości znajdują się ulice: Cwietocznaja, Szkolnaja.

## Demografia
W 2012 r. miejscowość zamieszkiwało 155 osób.